# Ганущак Юлія Йосипівна
Юлія Йосипівна Ганущак (31 січня 1915, с. Довпотів, Калуський повіт, Королівство Галичини та Володимирії, Австро-Угорщина (тепер — Калуський район, Івано-Франківська область) — †5 серпня 1997, с. Довпотів, Калуський район, Івано-Франківська область) — підпільниця ОУН-УПА, розвідниця, зв'язкова. Лицарка Бронзового Хреста Заслуги (1945). Освітянка.

## Життєпис

Тюремна картка Юлії Ганущак

Народилася у сім'ї дяка. Батько — Йосип Степанович Ганущак, мати — Розалія Петрівна. Мала трьох сестер: Наталія, Марія, Євдокія.
1930 — закінчила семирічну початкову школу. Тоді ж батьки, незважаючи на скромні статки, відправили навчатися до Дрогобицької української гімназії ім. І.Франка, що діяла при «Рідній школі».

### УПласті
При школі діяли пластові курені, організовані полковником УСС Іваном Чмолою, який працював вчителем географії, історії та руханки. 18-й курінь — ім. І.Франка і 36-й — ім. Ольги Кобилянської (пізніше Людмили Старицької-Черняхівської). Кольорами пластових хусток у хлопців були темно-синій, у дівчат — зелений.
У вересні 1930 через заборону польською владою «Пласту» організація перейшла до підпільної роботи. Деякий час Юлія Ганущак була курінною, координувала роботу різних гуртків, навчала молодших. Після звісток про Голодомор у Великій Україні збирала кошти на допомогу жертвам голодомору. За це дістала попередження від дирекції гімназії, що боялася репресій влади.
Яскраві сторінки життя Юлії Ганущак пов'язані зі щорічним таборуванням пластунів у Підлютому (Рожнятівський район на Івано-Франківщині), що щедро фінансував Андрей Шептицький. Саме там була лікувально-відпочинкова резиденція митрополита, яку називали «кедровою палатою». Протягом місяця юнаки й дівчата (окремо) навчалися і відпочивали в цій місцевості. Щонеділі пластуни відвідували літургію у місцевій церкві, на якій часто був присутній Шептицький.
Окрім літніх таборів, найкращі пластуни брали участь у туристичних походах, що їх організовували вчителі гімназії. Ганущак часто потрапляла до числа обраних, кого Іван Чмола брав у похід на Карпатські гори Маківка і Ключ (Сколівський район на Львівщині), де у 1914 –1915 рр. відбувалися бої між УСС і російською армією під час Першої світової війни. Наставник водив своїх учнів франковими місцями Львівщини, розповідав про великого Каменяра.

### Педагогічна робота
Після закінчення гімназії Ганущак вирішила реалізуватися на педагогічній ниві. Працювала вихователькою у приватних садочках Калуша. У 1936—1937 рр. пройшла однорічний курс навчання у Львівській вищій торговельній школі. Водночас займалася активною громадською роботою. Була секретаркою просвітницького товариства «Відродження» в Калуші. Організовувала юнацькі гуртки від «Союзу українок» і «Рідної школи» в селах Мостище, Болохів, Бережниця, Збора, Верхня в Калуському повіті. Розробляла для них навчальні курси, які погоджувала з управою цих товариств. Тоді ж уперше потрапила під приціл польської влади. Була оштрафована за те, що під час уроку історії назвала політику Польщі щодо Галичини і Волині у 1919—1921 рр. загарбницькою.

### Підпілля
Люди тішилися, а я заплакала, — згадувала Юлія Ганущак початок першої більшовицької окупації Західної України у вересні 1939. Гнітюче враження справляла неохайність червоноармійців, які, за її словами, де прийшли — там хотіли танцювати.
З вересня 1939-го Ганущак вчителювала у селі Верхня, потім — у селі Мостище на Калущині. У педагогічному середовищі з'явилися сексоти (донощики), на думку яких Ю. Ганущак не досить старанно дотримувалася нових навчальних програм. Через це потрапила в поле зору чекістів, які двічі викликали її на допит. Про запланований арешт попередив інспектор Калуського районного відділу освіти повітовий провідник ОУН Тарас Банах. Відтоді, з лютого 1941 р., перейшла у підпілля. Переховувалася в селах Верхня, Нова Верхня, Мостище Калуського району. З весни 1941-го в ОУН. У травні цього року большевики «розкуркулили» і репресували її батьків як «зрадників батьківщини» (мати повернулася в Довпотів 1946 р., а батько помер на засланні 1942-го).
З надією зустріла в Калуші проголошення Акту відновлення української державності 30 червня 1941 р. Збирала від місцевого населення кошти на розбудову державних структур. Невдовзі нацистська адміністрація розпочала арешти активістів ОУН. В орендованій активісткою квартирі в Калуші гестапівці провели обшук. Вчителювання в Довпотові ставало небезпечним. Вигадуючи вагому причину для звільнення, Ганущак виробила фальшиву медичну довідку. «З таким „туберкульозом“, як у вас, напишу — житимете сто років», — жартував лікар, який поставив «діагноз». Знову перейшла в підпілля. З весни 1943 р. до лютого 1944-го була провідницею жіночої сітки Калуського окружного проводу, потім — жіночої сітки і референтури Українського Червоного Хреста Станіславівського обласного проводу ОУН.
Роботу Юлії Ганущак у підпіллі на якийсь час перервав гострий конфлікт з її давнім другом, а тепер провідником Станіславівського обласного проводу ОУН Ярославом Мельником — «Робертом». У 1930-х рр. вони разом працювали на Калущині. «Роберт», а тоді «Владко», обіцяв згадати про неї у своїй майбутній книжці «Мрії молодого революціонера», яку не судилося написати. У 1940-х Галичанка і Роберт мали в підпіллі різні завдання, але однаково ревно їх виконували. Утім, вище становище Роберта в організаційній структурі ОУН призводило, на думку Галичанки, до зловживання ним владою. Ішлося, зокрема, про зверхню, агресивну манеру спілкування, порушення домовленостей, безпідставні звинувачення її в несумлінному виконанні обов'язків. Галичанка вважала, що така поведінка «Роберта» продиктована не стільки його запальним характером, скільки упередженим ставленням до потенціалу жінок у контексті визвольної боротьби. На знак протесту Юлія Ганущак у серпні 1944-го звільнилася з посади референтки УЧХ Станіславівщини.
Керівництво ОУН не бажало втрачати досвідчену підпільницю. Від січня 1945 р. Галичанка стала першою референткою УЧХ новоствореного Дрогобицького обласного проводу ОУН. До її обов'язків входили: заготівля медикаментів, організація лікування поранених і хворих бійців УПА, облаштування підпільних шпиталів, медичне обслуговування населення в запіллі, організація санітарних вишколів. У співпраці з господарською референтурою ОУН вона організовувала допомогу сім'ям підпільників, збирала продукти й одяг для упівців. Крім того, організовувала курси пропагандистів і співпрацювала зі Службою безпеки ОУН, для якої жінки виконували функції зв'язкових і розвідниць.
Щоденне життя Галичанки було емоційно напруженим, позбавленим комфорту, а деколи й елементарних побутових умов.
| Ми вернули в ліс у Корчин Дашавський, залізли під густу ялину. Наламали гілочок, постелили і посідали, притулившись спинами до стовбура смереки. Так просиділи цілу ніч. Коли настав день, ми почули, що в селі облава. Треба було десь сховатися, а ми не маємо сили встати — все тіло задубіло, | — згадує про одну зі своїх зустрічей з Ю.Ганущак під час більшовицької облави в селі Угольня Стрийського району взимку 1945 р. підпільниця Катерина Данилів-Гаврилів-«Зелена».
Тогочасні естетичні уявлення про жіночу красу різко дисонували з реаліями сірої підпільної буденності. Молода неодружена Галичанка для конспірації носила темний простий одяг, хустку на голові, не користувалася косметикою. «Ніяких нагрудників, ніяких шовків. Як звичайна сільська баба — боса, з покаліченими ногами», — згадувала про свій тодішній вигляд.
Самовіддану працю Галичанки належно оцінило командування УПА. Наказом Головного військового штабу від 25 квітня 1945 р. її нагородили Бронзовим Хрестом Заслуги, який присуджували за боротьбу з окупантом і жертовну організаційно-політичну діяльність.

### Арешт
Галичанка, кваліфікована і досвідчена працівниця оунівського підпілля, «ідейна» оунівка з високою ерудицією серед українських націоналістів. Необхідність арешту продиктована також і тим, що в особі «Галичанки»-«Марії» оунівське підпілля втрачало сильного й авторитетного керівного працівника, одного з організаторів націоналістичної роботи в області, відсутність якого істотно підривала підпілля і завдавала відчутного удару по його роботі, — писав виконувач обов'язків начальника Управління МГБ у Дрогобицькій області підполковник Мороз у таємній доповідній записці на ім'я міністра державної безпеки УРСР генерал-лейтенанта Савченка від 22 червня 1946 р. Допомагала чекістам спецкур'єрка Дрогобицького обласного проводу ОУН під агентурним псевдонімом «Оксана».
3 червня 1946 р. Галичанка перебувала на явочній квартирі в селі Верхнє Синьовидне Сколівського району. Агентка Оксана, обмотавши хустиною голову, поскаржилася «Галичанці» на сильний зубний біль і швидко покинула помешкання. Аж раптом увійшли двоє чекістів Дрогобиччини Литвинов і Мальцев. Ганущак не встигла спалити організаційні документи, які стали «вєщдоками». Спершу у Дрогобицькій, потім Лук'янівській тюрмі в Києві її «активно й неослабно допитували», аж до часткової втрати слуху, який більше не відновився.
| Коли били в Дрогобичі не витирала кров, аби бачив, що мені робить |, — згадувала Ю. Ганущак про слідчого.
Піддавали «внутрішньокамерній обробці», кидали в карцер. Голодування на знак протесту не давало очікуваного результату. Ганущак згадувала: «Помилування не просила, бо не так була вихована».
1 листопада 1946 р. Військовий трибунал Київської області засудив Юлію Ганущак до 10 років таборів і 5 років позбавлення громадянських прав. Відбувши 9 років, 7 місяців і 13 днів ув'язнення в Мордовії, а потім Новосибірську, достроково звільнена завдяки частковій амністії. 1956 р. повернулася в рідний Довпотів з інвалідністю І групи з діагнозом деформуючий поліартрит. Важко хворіла, але на здоров'я не скаржилась. Померла 5 серпня 1997-го на 83-му році життя.